# Artigues (Var)
Cet article possède un paronyme, voir Martigues.
Pour les articles homonymes, voir Artigues.
Artigues est une commune française située dans le département du Var, en région Provence-Alpes-Côte d'Azur.

## Géographie

### Localisation
La commune, située entre Rians et Varages, se trouve à 23 km de Saint-Maximin-la-Sainte-Baume et à 40 km d'Aix-en-Provence.

### Géologie et relief
La montagne d'Artigues au sud du village, culmine à 693 m. Au nord, s'étend le Bois du Mont-Major. Le village domine la vallée du Grand Vallat.
Le village est situé sur une langue de terre propice aux châtaigniers.

### Sismicité
Il existe trois zones de sismicité dans le Var : 
- Zone 0 : Risque négligeable. C'est le cas de bon nombre de communes du littoral varois, ainsi que d'une partie des communes du centre Var. Malgré tout, certaines de ces communes ne sont pas à l'abri d'un effet tsunami, lié à un séisme en mer.
- Zone Ia : Risque très faible. Concerne essentiellement les communes comprises dans une bande allant de la montagne Sainte-Victoire au massif de l'Esterel.
- Zone Ib : Risque faible. Ce risque, le plus élevé du département mais qui n'est pas le plus haut de l'évaluation nationale, concerne 21 communes du nord du département.

La commune d'Artigues est en zone sismique de faible risque « Ib ».

### Climat
Pour des articles plus généraux, voir Climat de Provence-Alpes-Côte d'Azur et Climat du Var.
En 2010, le climat de la commune est de type climat méditerranéen altéré, selon une étude du Centre national de la recherche scientifique s'appuyant sur une série de données couvrant la période 1971-2000. En 2020, Météo-France publie une typologie des climats de la France métropolitaine dans laquelle la commune est exposée à un climat méditerranéen et est dans la région climatique Provence, Languedoc-Roussillon, caractérisée par une pluviométrie faible en été, un très bon ensoleillement (2 600 h/an), un été chaud (21,5 °C), un air très sec en été, sec en toutes saisons, des vents forts (fréquence de 40 à 50 % de vents > 5 m/s) et peu de brouillards.
Pour la période 1971-2000, la température annuelle moyenne est de 12,4 °C, avec une amplitude thermique annuelle de 16 °C. Le cumul annuel moyen de précipitations est de 893 mm, avec 5,8 jours de précipitations en janvier et 2,9 jours en juillet. Pour la période 1991-2020, la température moyenne annuelle observée sur la station météorologique de Météo-France la plus proche, « Varages », sur la commune de Varages à 12 km à vol d'oiseau, est de 14,3 °C et le cumul annuel moyen de précipitations est de 786,8 mm. 
La température maximale relevée sur cette station est de 44,5 °C, atteinte le 28 juin 2019 ; la température minimale est de −12,5 °C, atteinte le 2 mars 2005,,.
Les paramètres climatiques de la commune ont été estimés pour le milieu du siècle (2041-2070) selon différents scénarios d'émission de gaz à effet de serre à partir des nouvelles projections climatiques de référence DRIAS-2020. Ils sont consultables sur un site dédié publié par Météo-France en novembre 2022.

### Voies de communications et transports

#### Voies routières
L'accès au village d'Artigues se fait par la route départementale D 65, entre Rians et Esparron, ainsi que par la D 3, entre Rians et Ollières. La sortie de l'A8 la plus proche est la no 34, qui dessert Saint-Maximin-la-Sainte-Baume.

#### Transports en commun
- Transport en Provence-Alpes-Côte d'Azur

Commune desservie par le réseau régional Zou ! (ex-Varlib).

#### Lignes SNCF
- La gare TGV la plus proche est celle de Meyrargues.
- L'ancienne gare d'Artigues, sur la ligne Central-Var des Chemins de fer de Provence, aujourd'hui disparue.

#### Transports aériens
Les aéroports les plus proches sont celui de Marseille-Provence (69 km) dans les Bouches-du-Rhône et celui de Toulon-Hyères dans le Var (96 km).

### Communes limitrophes
|                                           | Ginasservis | La Verdière            |
| Rians                                     | Artigues    | Esparron, Saint-Martin |
| Puyloubier (Bouches-du-Rhône), Pourrières | Ollières    |                        |

### Hydrographie et eaux souterraines
Cours d'eau sur la commune ou à son aval :
- Vallat du Carm ;
- Ruisseaux :
  - de Malvallon,
  - de Castillon.

Artigues dispose d'une station d'épuration d'une capacité de 250 équivalent-habitants.

## Toponymie
Artigues s'écrit Artiga en provençal selon la norme classique et Artigo selon la norme mistralienne[réf. nécessaire].
C'est un toponyme qui peut avoir le sens d'une « terre défrichée ».

## Histoire
La grotte préhistorique de Rigabe, sur la commune d’Artigues, massif du Mont-Major, contient des traces d’occupation humaine vieilles de 40 000 ans.
Une charte mentionne le « Castrum Artyga » dès 1032, et son église dès 1093. Alors que le village est habité jusqu'à milieu du XIVe siècle, le territoire connait un premier abandon, d'une cinquantaine d'années. Un second abandon a lieu au XVIe siècle et se poursuit jusqu'au début du XVIIIe siècle.
Vers l’an 1000, le site où se trouve actuellement le village d'Artigues est appelé le «château des défrichements». Le seigneur Geoffroy de Rians (né en 955) et son épouse, Scocie de Riez, font don d’Artigues et de ses terres à l’abbaye Saint-Victor de Marseille,.
En 1600, sous le roi Henri IV, Artigues se sépare de Rians dont elle dépendait jusqu'alors.
L’église paroissiale actuelle, dédiée à sainte Foy, date de 1742.
En 1774, lors de son deuxième voyage à Rome, Benoît-Joseph Labre, alors qu’il était partout rejeté à cause de son état miséreux, est hébergé par une famille de paysans, les Bellon, au hameau éponyme. Avant de repartir, Labre enseigne au chef de famille un « secret » de reboutage pour remettre les membres en place. Durant près de deux siècles les Bellon passent pour être des rebouteux célèbres dans la région. Le docteur Etienne Bellon n’eut ni fils ni successeur en tant que « médecin des pauvres »  une rue d'Aix-en-Provence porte son nom. Au hameau des Bellons, la maison où fut reçu Labre existe toujours, elle est occupée depuis cent ans par la famille Brémond.
Une vingtaine d’éoliennes de 125 mètres de haut (accusées par certains de défigurer ce paysage) ont été installées sur les communes d’Artigues et d’Ollières.

## Politique et administration

### Liste des maires
| Période                                  | Période   | Identité                               | Étiquette      | Qualité             |
| ---------------------------------------- | --------- | -------------------------------------- | -------------- | ------------------- |
| 1790                                     | 1791      | Jean-Baptiste Giraud                   |                | Curé de la paroisse |
| 1791                                     | 1812      | Toussaint Queirel                      |                | Cultivateur         |
| 1812                                     | 1817      | Antoine-Casimir de Gautier de la Molle |                | Propriétaire        |
| 1817                                     | 1828      | Jean-Alexandre-Lazare Provens          |                | Propriétaire        |
| 1828                                     | 1831      | Joseph Coquilhat                       |                | Ménager             |
| 1831                                     | 1835      | Jean-Joseph-Alexandre Coquilhat        |                | Ménager             |
| 1835                                     | 1839      | Jean-Joseph-Laurent Coquilhat          |                | Ménager             |
| 1839                                     | 1870      | Louis-Jean-Baptiste-Arthur Denans      |                | Propriétaire        |
| 1870                                     | 1896      | Hippolyte-Jean-Baptiste Denans         |                | Propriétaire        |
| 1896                                     | ?         | Laurent-Bienvenu Bellon                |                | Propriétaire        |
| Les données manquantes sont à compléter. |           |                                        |                |                     |
| 1986                                     | mars 1989 | Louis Pector                           | sans étiquette | chef d'entreprise   |
| mars 1989                                | 2020      | Gabriel Magne                          | sans étiquette | exploitant agricole |
| 2020                                     | En cours  | Yves Souque                            |                |                     |

## Population et société

### Démographie

#### Évolution démographique
L'évolution du nombre d'habitants est connue à travers les recensements de la population effectués dans la commune depuis 1793. Pour les communes de moins de 10 000 habitants, une enquête de recensement portant sur toute la population est réalisée tous les cinq ans, les populations de référence des années intermédiaires étant quant à elles estimées par interpolation ou extrapolation. Pour la commune, le premier recensement exhaustif entrant dans le cadre du nouveau dispositif a été réalisé en 2004.

En 2022, la commune comptait 286 habitants, en évolution de +15,32 % par rapport à 2016 (Var : +4,98 %, France hors Mayotte : +2,11 %).
| 1793 | 1800 | 1806 | 1821 | 1831 | 1836 | 1841 | 1846 | 1851 |
| ---- | ---- | ---- | ---- | ---- | ---- | ---- | ---- | ---- |
| 290  | 250  | 246  | 266  | 314  | 320  | 294  | 270  | 270  |

| 1856 | 1861 | 1866 | 1872 | 1876 | 1881 | 1886 | 1891 | 1896 |
| ---- | ---- | ---- | ---- | ---- | ---- | ---- | ---- | ---- |
| 275  | 252  | 254  | 208  | 189  | 183  | 172  | 157  | 138  |

| 1901 | 1906 | 1911 | 1921 | 1926 | 1931 | 1936 | 1946 | 1954 |
| ---- | ---- | ---- | ---- | ---- | ---- | ---- | ---- | ---- |
| 127  | 116  | 114  | 99   | 82   | 88   | 79   | 81   | 76   |

| 1962 | 1968 | 1975 | 1982 | 1990 | 1999 | 2004 | 2006 | 2009 |
| ---- | ---- | ---- | ---- | ---- | ---- | ---- | ---- | ---- |
| 46   | 62   | 53   | 70   | 112  | 110  | 191  | 222  | 205  |

| 2014 | 2019 | 2022 | - | - | - | - | - | - |
| ---- | ---- | ---- | - | - | - | - | - | - |
| 240  | 283  | 286  | - | - | - | - | - | - |

### Enseignement
Établissements d'enseignements :
- Les élèves de la commune commencent leur scolarité à l'école primaire de Saint-Martin-de-Pallières. Elle accueille 80 élèves, de 3 communes différentes[32].
- Écoles primaires à Rians, La Verdière, Ginasservis,
- Collèges à Vinon-sur-Verdon, Saint-Maximin-la-Sainte-Baume, Barjols,
- Lycées à Saint-Maximin-la-Sainte-Baume.

### Manifestations culturelles et festivités
- Commune membre du Pays de la Provence Verte, organisatrice de nombreuses manifestations mutualisées.

### Santé
Professionnels et établissements de santé :
- Médecins à Rians[34], Ginasservis, La Verdière,
- Pharmacies à Rians, Pourrières, Vinon-sur-Verdon,
- Hôpitaux à Pertuis (BdR), Aix-en-Provence (BdR) et Brignoles (Var).

### Cultes
- La paroisse catholique d'Artigues dépend du diocèse de Fréjus-Toulon, et dispose d'un lieu de culte, l'église Sainte-Foy, rattaché à la paroisse de Rians[35].

### Fiscalité

#### Budget et fiscalité 2020
En 2020, le budget de la commune était constitué ainsi :
- total des produits de fonctionnement : 501 000 €, soit 1 878 € par habitant ;
- total des charges de fonctionnement : 314 000 €, soit 1 175 € par habitant ;
- total des ressources d'investissement : 14 000 €, soit 53 € par habitant ;
- total des emplois d'investissement : 60 000 €, soit 224 € par habitant ;
- endettement : 46 000 €, soit 172 € par habitant.

Avec les taux de fiscalité suivants :
- taxe d'habitation : 13,00 % ;
- taxe foncière sur les propriétés bâties : 11,60 % ;
- taxe foncière sur les propriétés non bâties : 93,88 % ;
- taxe additionnelle à la taxe foncière sur les propriétés non bâties : 0,00 % ;
- cotisation foncière des entreprises : 0,00 %.

Chiffres clés Revenus et pauvreté des ménages en 2018 : médiane en 2018 du revenu disponible, par unité de consommation : 25 010 €.

### Intercommunalité
- Commune membre de la communauté de communes Provence Verdon.
- Membre du Pays de la Provence Verte[38].

## Urbanisme

### Typologie
Au 1er janvier 2024, Artigues est catégorisée commune rurale à habitat dispersé, selon la nouvelle grille communale de densité à sept niveaux définie par l'Insee en 2022.
Elle est située hors unité urbaine. Par ailleurs la commune fait partie de l'aire d'attraction de Marseille - Aix-en-Provence, dont elle est une commune de la couronne,. Cette aire, qui regroupe 115 communes, est catégorisée dans les aires de 700 000 habitants ou plus (hors Paris),.

### Occupation des sols
L'occupation des sols de la commune, telle qu'elle ressort de la base de données européenne d’occupation biophysique des sols Corine Land Cover (CLC), est marquée par l'importance des forêts et milieux semi-naturels (81 % en 2018), une proportion identique à celle de 1990 (81 %). La répartition détaillée en 2018 est la suivante : 
forêts (52,7 %), espaces ouverts, sans ou avec peu de végétation (16,5 %), terres arables (12,7 %), milieux à végétation arbustive et/ou herbacée (11,8 %), cultures permanentes (3,8 %), zones agricoles hétérogènes (1,7 %), espaces verts artificialisés, non agricoles (0,8 %). L'évolution de l’occupation des sols de la commune et de ses infrastructures peut être observée sur les différentes représentations cartographiques du territoire : la carte de Cassini (XVIIIe siècle), la carte d'état-major (1820-1866) et les cartes ou photos aériennes de l'IGN pour la période actuelle (1950 à aujourd'hui).

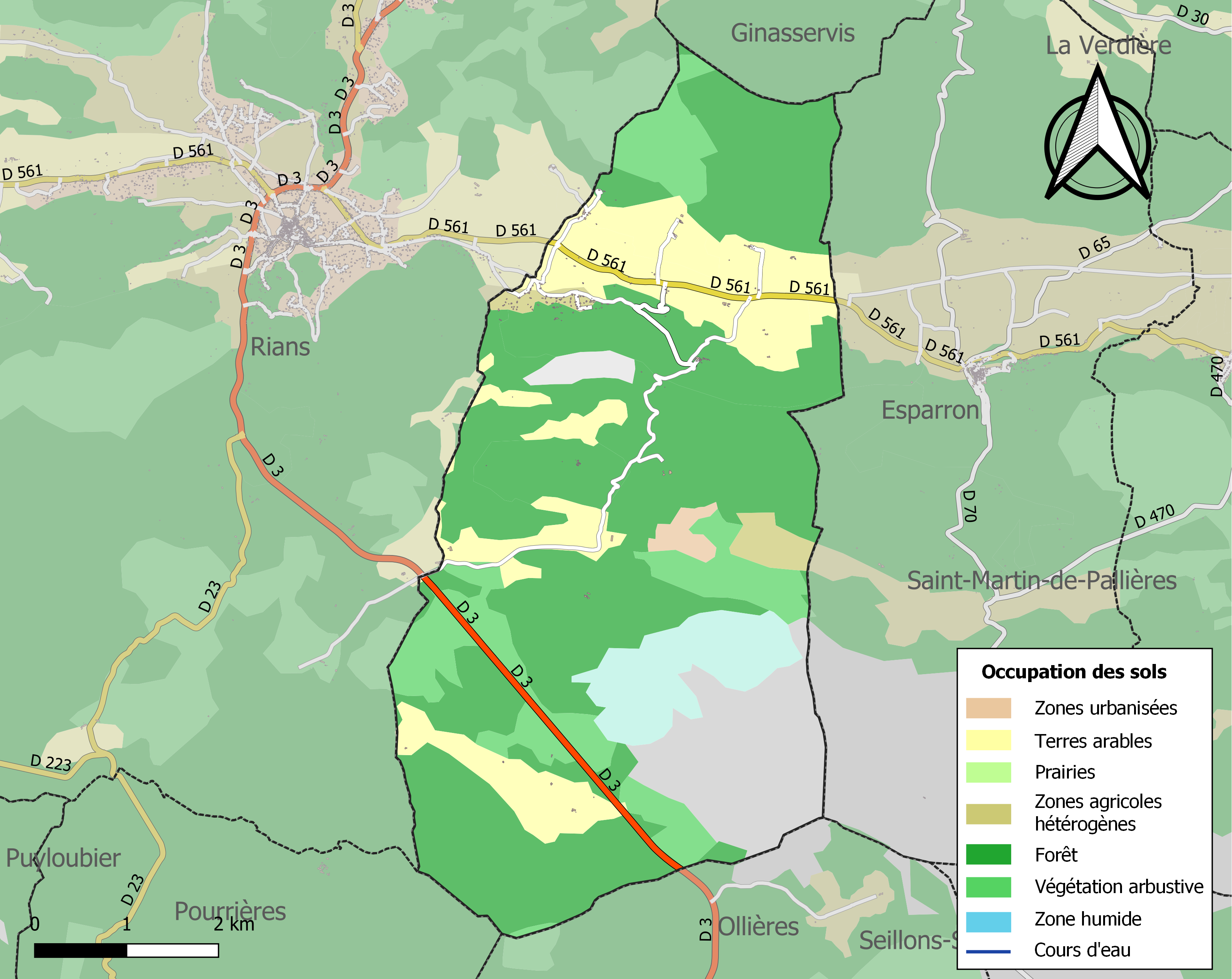
Carte des infrastructures et de l'occupation des sols de la commune en 2018 (CLC).

## Économie

### Entreprises et commerces

#### Agriculture
- L'Escalagau, élevage d'escargots « gros gris » (Helix aspersa maxima) en agriculture biologique[44].
- Domaine viticole de la Mongestine.
- Le vin d'Artigues bénéficie du label « Coteaux-d'aix-en-provence »[45].
- Coopérative vinicole de Rians et Artigues[46].

#### Tourisme
- Chambre d'hôtes[47],[48].

#### Commerces
- Réalisation d’un parc photovoltaïque sur la commune[49],[50].
- Projet éolien d’Artigues et d’Ollières[51] pour 22 éoliennes devant la montagne Sainte-Victoire[52]. Ce qui a provoqué une vague de contestation de la Société pour la protection des paysages et de l'esthétique de la France.
- Commerces de proximité à Rians.

## Culture locale et patrimoine

### Lieux et monuments
- Grotte préhistorique de La Rigabe[53].
- Deux tours gallo-romaines[54].
- Église Sainte-Foy, église paroissiale actuelle de 1742[55],

son autel, retable et tableau d'autel,
et sa cloche de 1676,.
- Bourg castral, « castrum Artyga »[59], incluant l'église Sainte-Foy, l'ensemble du XIe siècle, inscrit à l'Inventaire supplémentaire des monuments historiques[18].
- Le château construit à la fin du XVIe siècle[60],[61], et son parc de marronniers et de chênes.
- Quatre oratoires[62],[63].
- Dans le domaine de la Modeste, une tour et un très beau pigeonnier[64].
- Fontaine et lavoir[65].

### Personnalités liées à la commune
- Jean-Pierre Péroncel-Hugoz, né le 16 mars 1940 à Marseille, journaliste et essayiste, est domicilié au hameau des Bellons, commune d’Artigues, où sa famille est propriétaire depuis 1925.
- Jean-Baptiste de Gautier de la Molle (avocat général au Parlement d'Aix) qui a construit le château à la fin du XVIe siècle[66].
- Marcel Marius Bellon, né le 31 janvier 1897 à Artigues.
- Jean-Baptiste Giraud, qui refusa de prêter serment à la Constitution civile du clergé[67].

### Blasonnement
| Blason d'Artigues | Les armes d'Artigues se blasonnent : D'azur à la fasce d'argent chargée du mot ARTIGUES en lettres capitales de gueules. |